# Gendarmstien
Gendarmstien er en vandrerute, der går fra Padborg ved den dansk-tyske grænse til Høruphav på Als, en afmærket strækning på 84 kilometer. Stien går gennem Kruså, Kollund, Sønderhav, Stranderød, Sandager, Egernsund, Rendbjerg, Brunsnæs, Kragesand, Stensigmose, Sønderborg, Høruphav til Skovby. 
Gendarmstien blev genetableret af Sønderjyllands Amt i 1980'erne i samarbejde med de daværende kommuner. Den er nu overtaget af Aabenraa og Sønderborg kommuner. De sidste 10 km fra Høruphav til Skovby blev først lagt til i 2016.
Turistorganisationen har i sin formidling valgt at inddele Gendarmstien i 5 stykker, der hver skulle svare til en dagsetape til fods, og har navn efter et karakteristisk element:

1. Bjerg-etapen (Padborg til Sønderhav - 15 km)

2. Tegl-etapen (Sønderhav til Brunsnæs - 20 km)

3. Krage-etapen (Brunsnæs til Gammelmark - 19 km)

4. Strand-etapen (Gammelmark til Høruphav - 19 km)

5. Mølle-etapen (Høruphav til Skovby - 10 km)

Stien indgår frem til Høruphav i den europæiske fjernvandrevej E6.
Gendarmstien har navn efter de gamle grænsegendarmer, der med base på Toldgaarden i en årrække bevogtede landegrænsen mellem Tyskland og Danmark og kontrollerede skibsfarten langs kysten. Patruljeringen foregik til fods, og hver enkelt gendarm havde et bestemt stykke af grænsen at passe. Nogle steder var der i forvejen stier og veje, som gendarmen kunne benytte på sin rute. Andre steder blev der anlagt nye stier hen over privat jord. Grænsegendarmerne patruljerede langs den nuværende grænse i tiden fra Genforeningen i 1920 og frem til 1958. Herefter overgik opgaven til politiet/toldvæsenet.
På sit allerførste stykke, fra Padborg til Skomagerhus, forløber stien stedvis nær landegrænsen, og her kan man finde nummererede grænsesten. Rillen i toppen af stenen er en sigtelinje til den næste sten.

## Galleri
- Haraldsdalvejs og Gendarmstiens start i Padborg
- Grænsesten mellem Danmark og Tyskland.
- Rønsdam Grænseovergang
- Trappe i Kollund Skov
- Shelterplads i Kollund Skov
- Pæl ved enden af Sundgade i Sønderborg
- Trappe ved vestenden af Kong Christian den X's Bro
- Stien passerer tæt forbi Rinkenæs Fyr